# マルクトロイテン
マルクトロイテン (ドイツ語: Marktleuthen, ドイツ語発音: [marktˈlɔ‿ytn̩]) は、ドイツ連邦共和国バイエルン州ヴンジーデル・イム・フィヒテルゲビルゲ郡（オーバーフランケン行政管区）に属する市で、ゼルプの西に位置する。

## 地理

### 位置
この市は、フィヒテル山地の、グローサー・コルンベルク山の麓、エーガー川沿いに位置する。

### 市の構成
本市は、公式には15の地区 (Ort) からなる。このうち小集落や孤立農場などを除く集落を以下に列記する。
- グロースヴェンデルン
- ハプニート
- ヘーバンツ
- ホルツミュール
- ロイテンフォルスト
- マルクトロイテン
- ノイデス
- ノイミューレ

## 歴史
マルクトロイテンは、1314年に「Leuken」の名で初めて文献に登場する。この村は、プラウエンの代官であったハインリヒからヴァルトザッセン修道院に移譲された。元々この地は、エーゲル川流域を結ぶ古い街道筋を支配したキルヒェンラーミッツのエッペンレヒトシュタイン城の支配圏であった。1354年、帝国林務官を務めたティーエルスハイムのノットハフト家のアルブレヒト11世がこの土地をヴァルトザッセン修道院から購入し、24の農場や、宿場、水車を拡充した。1368年に、初めて教会が建てられた。1398年頃にはティーエルシュタインの領主権とともにマイセン辺境伯ヴィルヘルム1世の手に渡り、1400年に彼から市場の開催権を与えられた。1415年、この新しい市場町は、ティーエルシュタインとともにニュルンベルク城伯ヨハン3世とその弟ブランデンブルク辺境伯フリードリヒ1世の支配下に入った。その後すぐに、ロールスバッハ村の合併により、マルクトロイテンは約2倍に拡大した。1429年フリードリヒ1世は、ロールスバッハを分離し、市場町内部の再建を命じた。差し迫ったフス教徒の来襲に備え、土塁と防護柵による防衛施設や3つの門が建造された。マルクトロイテンは、ブランデンブルク＝クルムバッハ辺境伯領とともに、1792年にプロイセン王国に属したが、わずかの間であった。4年間のフランス統治を経て、1810年にバイエルン王国領となった。現在見られる形の旧市街は、1843年9月20日の大火の後に、形作られたものである。都市農民により形成されてきたこの村に、1877年、ホーフとマルクトレドヴィッツとを結ぶ鉄道路線が開通し、経済的な発展がもたらされた。この後、マルクトロイテンには、4つのビール醸造所、製陶工場（1897年）、ガラス工場（1882年）および一連の花崗岩を加工する企業が設立された。1954年10月16日にこの市場町は、Stadt（市）となった。

## 行政

### 市議会
市議会は市長を含めた17議席から成る。

### 友好都市
- ヘレンド （ハンガリー、ヘレンド参照）

## 引用
1. ↑  https://www.statistikdaten.bayern.de/genesis/online?operation=result&code=12411-003r&leerzeilen=false&language=de Genesis-Online-Datenbank des Bayerischen Landesamtes für Statistik Tabelle 12411-003r Fortschreibung des Bevölkerungsstandes: Gemeinden, Stichtag (Einwohnerzahlen auf Grundlage des Zensus 2011)
2. ↑  Max Mangold, ed (2005). Duden, Aussprachewörterbuch (6 ed.). Dudenverl. p. 536. ISBN 978-3-411-04066-7
3. ↑  Bayerische Landesbibliothek Online